# تاكاشي نيشيهارا
تاكاشي نيشيهارا (باليابانية: 西原 誉志) (24 أغسطس 1986 في ماتسوياما في اليابان – )؛ هو لاعب كرة قدم ياباني سابق كان يلعب كمدافع.

## وصلات خارجية
- تاكاشي نيشيهارا على موقع رابطة كرة القدم اليابانية للمحترفين (اليابانية)
- تاكاشي نيشيهارا على موقع قاعدة بيانات كرة القدم.إي يو (الإنجليزية)
- تاكاشي نيشيهارا على موقع Soccerway.com (الإنجليزية)